# Pierre Le Pillouër
Pierre Le Pillouër, né en 1950, est un poète, éditeur et écrivain français contemporain. Auteur de plusieurs recueils, il a également participé à la revue TXT (fondée par Christian Prigent). Depuis 2001, il anime le site internet Sitaudis.

## Biographie
Pierre Le Pillouër est né en 1950 à Louhans. Il a 18 ans lorsqu’éclatent les évènements de mai 68, et s’intéresse alors davantage à la Révolution sociale qu’à l’écriture et à la poésie. S’il affirme avoir ensuite « quitté le trotskisme », Pierre Le Pillouër continue de prendre part au débat politique et à l’action militante, comme l’atteste notamment son appartenance à l'ADN (Association pour la démocratie à Nice). 
Après avoir entamé des études littéraires, il change bientôt d’orientation et exerce finalement la profession de travailleur social.
Ce n’est guère qu’en 1980 que le « soixante-huitard presque désabusé », comme il se qualifie lui-même , « retrouve le goût de lire et d’écrire ». Après quelques années passées dans le département du Jura, Pierre Le Pillouër s’installe dans la région de Nice (d’abord à Antibes, puis à Vallauris).

## Activités poétiques

### Les annéesTXT
Au début de l’année 1982, il entre en contact avec le poète Christian Prigent, qui anime depuis 1969 la revue d’avant-garde TXT, et sur qui il vient de publier un article dans La Quinzaine littéraire no 44. L’année suivante, la revue publie pour la première fois un texte de Pierre Le Pillouër : un poème long, intitulé Deux doigts de l’index. La revue Il Particolare publiera vingt ans plus tard de larges extraits de la correspondance échangée par les deux écrivains durant la période 1982-1998.
L’année 1982 marque le début d’une complicité non seulement avec Christian Prigent lui-même, mais avec les autres collaborateurs de TXT et tous ceux qui, écrivains et artistes, gravitent de près ou de loin autour de cette revue : Jean-Pierre Verheggen, Éric Clémens, Jacques Demarcq, le peintre Philippe Boutibonnes, Alain Frontier, Claude Minière, Valère Novarina… En 1983, il rejoint officiellement le comité de rédaction et s’y maintient jusqu’à ce que la revue disparaisse en 1993. Ce n’est toutefois pas dans le sommaire de TXT, mais dans celui de Tartalacrème, à qui Christian Prigent l’avait fait connaître, dès octobre 1981, que le nom de Pierre Le Pillouër apparaît d’abord, avec un texte intitulé Deux fois dix Tas Hauts et Bas . Ce premier texte sera suivi, trois ans plus tard, par Femmes au soleil, et, l’année suivante, par un Entretien avec Benjamin Vautier.

### Le temps Sitaudis
En 1993, la revue TXT a cessé d’exister. Le Pillouër décide alors de profiter des opportunités nouvelles offertes par Internet. En octobre 2001, il crée et met en ligne Sitaudis, « le premier site de poésie comparative » . Contenu du site : des recensions et des textes critiques sur l’actualité littéraire et poétique, des coups de gueule, et la publication de nombreux inédits d’auteurs déjà reconnus ou nouvellement arrivés. Florence Trocmé, créatrice et animatrice de Poezibao (site connu consacré à la poésie), a écrit en octobre 2005 : « Il semble que Pierre Le Pillouër, plus qu’un site, réalise avec Sitaudis une revue littéraire au vrai sens du mot, puisqu’il allie création, critique, et surtout partis pris ! » .

### Les livres et leur réception
Pierre Le Pillouër collabore encore au groupe TXT lorsqu’il publie ses deux premiers livres : Sabots les abats, en 1983, plaquette publiée dans la collection Muro Torto fondée par Christian Prigent ; et son long « poème abstrait » intitulé Pancrailles, publié en 1992 dans la collection TXT.
À plusieurs occasions Pierre Le Pillouër a dit l’importance qu’a toujours revêtue pour lui la poésie de Rimbaud. En 2008, il publie Trouver Hortense, journal de lecture à la lettre des « Illuminations ». Partant de la 38e pièce des Illuminations de Rimbaud intitulée H, il entreprend de répondre à l’énigmatique injonction « trouvez Hortense » par quoi se termine le poème. L’interprétation qui en découle repose sur une lecture qui entend bouleverser les interprétations jusque-là avancées de la poésie de Rimbaud. 
Pierre Le Pillouër a publié une dizaine de livres de poésie, parmi lesquels Une Anse en 1998, Poèmes jetables en 2002, Privatif en 2003,  Ajouts contre jour en 2008, Ça et pas ça en 2015.
Plusieurs études ont été publiées sur l’écriture de Pierre Le Pillouër, notamment, en 1992, par Alain Frontier, et plus tard par Christian Prigent dans un livre intitulé Une erreur de la nature.

## Livres publiés
- Sabots les abats, Muro Torto, 1983
- Pancrailles, TXT éditions, 1991
- Une anse, mem Arte / Facts, 1998
- Poèmes jetables, éditions Le Bleu du Ciel, 2002  (ISBN 2-9511615-6-5)
- Privatif, Le mot et le reste, 2003  (ISBN 2-915378-00-2)
- chair jaune, traductions de Raymond Federman, éditions Le Bleu du Ciel, 2007  (ISBN 978-2-915232-42-4)
- ajouts contre jour, éditions Le Bleu du Ciel, 2008  (ISBN 2-915232-50-4)
- Dùas boas figuras, Amastra-N-Gallar, traduciòn Emilio Araùxo, fotografia Emilio Araùxo, Debuxo da capa : Claude Royet-Journoud, Santiago de Compostella, 2008
- Trouver Hortense, journal de lecture à la lettre des Illuminations, éditions Virgile, collection Ulysse Fin de Siècle, couverture et frontispice de Bernard Pagès, 2008,  (ISBN 978-2-908007-70-1)
- Comment se fait, Walden n Press, 2011
- L'Expérience D avec Nicole Caligaris, L'Arbre à paroles, collection iF, 2013
- Encore en cours (poème en ligne sur le site de l'artiste Alexandra Guillot, http://lechantdesmatelots.net/), 2015
- Ça et pas ça, Le bleu du ciel, 2015  (ISBN 978-2-915232-96-7)
- Scènes d'esprit (un journal en vers), Fidel Anthelme, collection "La Mtesta, 2023  (ISBN 978-2-490300-25-9)

## Principaux poèmes publiés en revue ou en anthologie
- Deux fois dix Tas et Bas, n° 17 de la revue Tartalacrème, octobre 1981.
- Deux doigts de l’index, n° 15 de la revue TXT, 1983.
- Femmes au soleil, n° 34 de la revue Tartalacrème, août 1984.
- [poèmes inédits], n° 66 de la revue Bacchanales, Maison de la poésie Rhône-Alpes, Saint-Martin-d’Hères, novembre 2021.
- Célèbre !, n° 36 de la revue TXT, 2023, p. 146-156.